# The Campus Flirt
The Campus Flirt é um filme mudo produzido nos Estados Unidos e lançado em 1926. É atualmente considerado filme perdido.